# Championnat d'Angleterre de football 1889-1890
Navigation
Édition précédente Édition suivante
La 2e édition du Championnat d'Angleterre de football est remportée par Preston North End. C'est la deuxième victoire consécutive du club.
Le championnat reprend les mêmes douze équipes qui avait fondé l’épreuve la saison précédente. À la fin de la saison, le club de Stoke terminant à la douzième et dernière place n’est pas conservé dans le championnat. Il rejoint alors l’épreuve concurrente, la Football Alliance.

## Les clubs de l'édition 1889-1890
| Club                    | Ville          |
| ----------------------- | -------------- |
| Accrington FC           | Accrington     |
| Aston Villa             | Birmingham     |
| Blackburn Rovers        | Blackburn      |
| Bolton Wanderers        | Bolton         |
| Burnley FC              | Burnley        |
| Derby County            | Derby          |
| Everton FC              | Liverpool      |
| Notts County            | Nottingham     |
| Preston North End       | Preston        |
| Stoke FC                | Stoke-on-Trent |
| West Bromwich Albion    | West Bromwich  |
| Wolverhampton Wanderers | Wolverhampton  |

## Classement
| Rang | Équipe                  | Pts | J  | G  | N | P  | Bp | Bc | Diff |
| ---- | ----------------------- | --- | -- | -- | - | -- | -- | -- | ---- |
| 1    | Preston North End       | 33  | 22 | 15 | 3 | 4  | 71 | 30 | +41  |
| 2    | Everton FC              | 31  | 22 | 14 | 3 | 5  | 65 | 40 | +25  |
| 3    | Blackburn Rovers        | 27  | 22 | 12 | 3 | 7  | 78 | 41 | +37  |
| 4    | Wolverhampton Wanderers | 25  | 22 | 10 | 5 | 7  | 51 | 38 | +13  |
| 5    | West Bromwich Albion    | 25  | 22 | 11 | 3 | 8  | 47 | 50 | -3   |
| 6    | Accrington FC           | 24  | 22 | 9  | 6 | 7  | 53 | 56 | -3   |
| 7    | Derby County            | 21  | 22 | 9  | 3 | 10 | 43 | 55 | -12  |
| 8    | Aston Villa             | 19  | 22 | 7  | 5 | 10 | 43 | 51 | -8   |
| 9    | Bolton Wanderers        | 19  | 22 | 9  | 1 | 12 | 54 | 65 | -11  |
| 10   | Notts County            | 17  | 22 | 6  | 5 | 11 | 43 | 51 | -8   |
| 11   | Burnley FC              | 13  | 22 | 4  | 5 | 13 | 36 | 65 | -29  |
| 12   | Stoke FC                | 10  | 22 | 3  | 4 | 15 | 27 | 69 | -42  |

|  | Champion d'Angleterre |
|  | Relégation            |

### Meilleur buteur
- Jimmy Ross, Preston North End, 24 buts

## Bilan de la saison
| Tableau d'Honneur                    |                   |
| Compétition                          | Vainqueur         |
| Championnat d'Angleterre de football | Preston North End |
| Coupe d'Angleterre de football       | Blackburn Rovers  |